# 6913 Yukawa
A 6913 Yukawa (ideiglenes jelöléssel 1991 UT3) a Naprendszer kisbolygóövében található aszteroida. Endate Kin és Vatanabe Kazuró fedezte fel 1991. október 31-én.